# 사토가키촌
사토가키촌(里垣村)은 야마나시현 니시야마나시군에 있던 촌이다. 현재의 고후시 중심부의 동방, 주오본선 사카오리역 주변에 해당한다.

## 역사
- 1889년 7월 1일 - 정촌제 시행에 의해 사토가키촌이 단독으로 지자체를 형성하였다.
- 1937년 8월 1일 - 고후시에 편입해, 동일 사토가키촌은 폐지되었다.

## 교통

### 철도
- 철도성
  - 주오 본선

### 도로
- 고슈 가도 (현 국도 제411호선)

## 참고문헌
- 角川日本地名大辞典 19 山梨県